# Hãng phim Bát Nhất
Xưởng phim Bát Nhất, là một hãng phim quân đội của Cộng hòa Nhân dân Trung Quốc tọa lạc tại Phong Đài, Bắc Kinh thuộc Ủy ban Quân sự Trung ương Cộng hòa Nhân dân Trung Hoa.

## Lịch sử
Tháng 3 năm 1951, Ủy ban Quân sự Trung ương Cộng hòa Nhân dân Trung Hoa quyết định thành lập hãng phim dưới sự chấp thuận của Chính vụ viện văn hóa giáo dục ủy viên hội .
Hãng Phim Tháng 8 được thành lập vào ngày 1 tháng 8, năm 1952 với tên gọi là Xưởng Phim Giải phóng Nhân dân Trung Quốc. Thuở ban đầu hãng chỉ sản xuất phim giáo dục quốc phòng và phim tài liệu, bắt đầu từ 1995 hãng mới bắt đầu làm phim . Tháng một năm 1956, đổi tên thành Xưởng phim Trung Quốc Nhân dân giải phóng quân tổng chính tri bộ 1 tháng 8. 22 tháng 12 năm 1965.
Trung ương quân ủy có kế hoạch đổi tên Xưởng phim thành Chinese People 's Liberation Army General Political Department Film Production Bureau . 16 tháng 9 năm 1968, đổi tên thành Xưởng phim Quân Giải phóng Nhân dân 1 tháng 8 .

## Thành viên nổi tiếng

### Lãnh đạo
| STT | Tên                      | Nhiệm kỳ   | Ghi chú |
| 1   | Ti Đồ Tuệ Mẫn 司徒慧敏   | 1952-1953  |         |
| 2   | 3                        | 1952-1966  |         |
| 3   | Trương Thiếu Đình 张少庭 | 1966-1968  |         |
| 4   | Bành Bột 彭勃            | 1968-1975  |         |
| 5   | Lưu Giai 刘佳            | 1975-1978  |         |
| 6   | Trương Cảnh Hoa 张景华   | 1978-1985  |         |
| 7   | Tiểu Mặc 萧穆            | 1985-1992  |         |
| 8   | Vương Hiểu Đường 王曉棠  | 1992-1998  |         |
| 9   | Trịnh Chấn Hoàn 郑振环   | 1998,-2001 |         |
| 10  | Minh Chấn Giang 明振江   | 2001-2011  |         |
| 11  | Hoàng Hoành 黄宏         | 2011-2015  | [ 4 ]   |

### Giám đốc
Trần Bá
Ti Đồ Tuệ Mẫn
Trần Á Đinh
Trương Thiểu Đình
Bành Bột
Vương Tâm Cương
Lưu Giai
Trương Cảnh Hoa (Tháng 3 năm 1978 - Tháng 3 năm 1985)
Tiêu Mục
Vương Hiểu Đường
Trịnh Chấn Hoàn
Minh Chấn Giang
Hoàng Hoành 

### Chính uỷ
Lực Lực Sinh
Trương Cảnh Hoa (Tháng 5 năm 1960 - Tháng 12 năm 1966)
Tống Thượng Kích
Bành Bột (Tháng 11 năm 1973 - Tháng 11 năm 1975)
Mộ Tương
Lưu Kiến Quốc
Phó Đạc
Trần Mạnh Quân
Trần Chấn Diễm
Thi Doanh Phú
Vương Sâm Thái
Mã Phúc Đức
Trương Cường
Trương Chấn Thương 
Trương Phương Quân 

### Đạo diễn
Vương Bình
Lý Tuấn
Nghiêm Kí Châu

### Diễn viên
Vương Hiểu Đường
Điền Hoa
Vương Tâm Cương
Cổ Nguyệt
Trương Lương
Nhạc Hồng
Đào Ngọc Linh
Đường Quốc Cường
Cao Bảo Thành
Tư Cầm Cao Oa
Vu Cương
Lý Ấu Bân
Lưu Chi Băng
Ngô Kỳ Giang

### Biên kịch
Hoàng Tông Giang

### Phụ trách nghệ thuật
Thôi Đăng Cao

### Nhà thiết kế
Thôi Học Lễ